# José Sebastian Goyeneche Barreda
José Sebastián de Goyeneche y Barreda (ur. 19 stycznia 1784 w Arequipie; zm. 19 lutego 1872 w Limie) – peruwiański duchowny katolicki, biskup ordynariusz Arequipy w latach 1817–1859, a następnie dwudziesty drugi arcybiskup metropolita limski oraz prymas Peru od 1859 roku. 

## Życiorys

### Wykształcenie i młodość
Urodził się w 1784 roku w Arequipie jako syn wojskowego i ziemianina Juana de Goyeneche i Maríi Josefy de Barreda y Benavides. Swoją edukację rozpoczął w Kolegium Niepokalanego Poczęcia w Arequipie, po którego ukończeniu studiował w Limie na Uniwersytecie Świętego Marka, uzyskując tam stopnie: licencjata sztuk wyzwolonych, a następnie magistra i doktora teologii i prawa kanonicznego w 1804 roku. Po ich ukończeniu odbywał aplikację adwokacką w Sądzie Królewskim. Należał do założycieli Izby Adwokackiej.
Potem ponownie wrócił na uczelnię, gdzie wykładał teologię, jednocześnie będąc adwokatem. Tę drugą pracę wykonywał z pełnym zapałem broniąc ubogich we wszystkich sprawach karnych. W zamian za te zasługi król Hiszpanii Karol IV Burbon nadał mu 20 lipca 1807 Order Świętego Jana.

### Kapłaństwo
W tym samym roku Goyeneche otrzymał święcenia kapłańskie i wrócił do rodzinnej Arequipy, gdzie otrzymał stanowisko egzaminatora synodalnego i konsultanta w miejscowej kurii biskupiej. W 1813 roku otrzymał godność kanonika. W tym samym czasie przeniósł się do Limy, która została zajęta przez oddziały rewolucyjne Mateusza Pumacahua, a w 1816 roku został mianowany inkwizytorem. W tym samym roku po śmierci ordynariusza Arequipy, został powołany na wikariusza tamtejszej diecezji, a 14 kwietnia 1817 papież Pius VII mianował go pełnoprawnym ordynariuszem tamtego biskupstwa. Jego konsekracja biskupia miała miejsce 2 sierpnia 1818 roku, jednak oficjalne rządy w diecezji objął dopiero 10 listopada 1819 roku.
Sprawowanie przez niego rządów w diecezji zbiegło się na trudny okres walki o niepodległość Peru, a następnie anarchii w państwie, jego rozpadu na dwie republiki, a następnie krótkotrwałej Konfederacji Peruwiańsko-Boliwijskiej.

### Prymas Peru
Po śmierci arcybiskupa José Manuela Pasquela, marszałek i prezydent Peru Ramón Castilla mianował go nowym arcybiskupem metropolitą limskim, co zatwierdził papież Pius IX 26 września 1859 roku, a 19 listopada przekazał mu przez biskupa Trujillo paliusz z Rzymu.
Jego najważniejszym dokonaniem była reorganizacja miejscowego seminarium duchownego. Będąc już w podeszłym wieku zmarł w 1872 roku w Limie. Przeznaczył dużą część swojego spadku na budowę szpitala w Arequipie. Jednak rząd peruwiański przeznaczył ostatecznie tę kwotę na pokrycie wojny z Chile. Mimo to życzenia arcybiskupa dotyczące budowy szpitala było kontynuowane z datków jego krewnych. Szpital stoi tam do dziś przy alei Goyeneche.